# Server de chei
În securitatea informatică, un server de chei este un calculator ce furnizează chei criptografice utilizatorilor sau altor programe. Serverele de chei servesc nevoia oamenilor de a transmite chei publice.
Cheile distribuite de server sunt aproape întotdeauna furnizate ca parte a unui certificat de identitate ce conține nu doar cheia ci și informații „de entitate” despre posesorul cheii. Certificatul este în general într-un format standard, precum OpenPGP, X.509 sau PKCS. Mai mult, cheia este aproape întotdeauna o cheie publică pentru folosirea într-un algoritm de criptografie asimetrică.

## Informațiile private
Pentru mulți oameni scopul folosirii criptografiei este obținerea unui nivel înalt de protecție a informațiilor private. S-a arătat că publicarea unei chei publice pe un server de chei poate să arate destul de multe informații despre posesor. PGP se bazează pe semnături pentru a determina autenticitatea unei chei, iar o persoană semnează cheia unei alte persoane atunci când o cunoaște și este sigură că cheia este intactă. Datorită acestui fapt se pot descoperi potențiale relații prin analizarea celor celor care au semnat o anumită cheie. În acest fel se pot dezvolta modele ale unor întregi rețele sociale.

## Istorie
Serverele de chei au fost dezvoltate ca rezultat al invenției criptografiei cu chei publice. Nevoia de a avea o cheie publică pentru a începe comunicarea sau pentru a verifica o semnătură este o problemă de bootstrapping. Găsirea cheilor publice pe internet sau trimiterea de mesaje persoanelor pentru a le cere transmiterea cheii publice poate consuma mult timp. Serverele de chei servesc nevoia oamenilor de a transmite chei publice.
Primul server de chei PGP bazat pe web a fost scris de Marc Horowitz.